# Liste der Naturdenkmäler im Landkreis Schwandorf
Die Liste der Naturdenkmäler im Landkreis Schwandorf nennt die Naturdenkmäler in den Städten, Märkten und Gemeinden im Landkreis Schwandorf in Bayern. Nach Art. 51 Abs. 1 Nr. 4 BayNatschG ist das Landratsamt des Landkreises Schwandorf für den Erlass von Rechtsverordnungen über Naturdenkmäler (§ 28 BNatSchG) zuständig.

## Naturdenkmäler

### Altendorf
In Altendorf gab es diese Naturdenkmäler.
| Bild | Nummer | Bezeichnung                 | Ortsteil | Gemarkung | Lage                    | Besitzer  | Verordnet        | Beschreibung |
| ---- | ------ | --------------------------- | -------- | --------- | ----------------------- | --------- | ---------------- | --- |
|      | 1      | Friedenseiche bei Altendorf | Murglhof | Altendorf | Murglhof 200 m nördlich | Altfalter | 27. Oktober 1964 | nordwestlicher Ortsrand von Murglhof, nahe Sammelplatz SAD-2175, gepflanzt am 12. März 1871 auf Anger bei Murglhof, Blitzeinschlag im August 2014 |

### Bodenwöhr
In Bodenwöhr gab es diese Naturdenkmäler.
| Bild | Nummer | Bezeichnung                   | Ortsteil                                                                | Gemarkung | Lage                                                                          | Besitzer                                    | Verordnet        | Beschreibung |
| ---- | ------ | ----------------------------- | ----------------------------------------------------------------------- | --------- | ----------------------------------------------------------------------------- | ------------------------------------------- | ---------------- | --- |
|      | 139    | Verlandungsmoor bei Taxöldern |                                                                         | Taxöldern | etwa 1.250 m südwestlich von Taxöldern, in der Waldabteilung "Wurzinger Berg" | Freistaat Bayern (Forstverwaltung) + privat | 29. Januar 1985  | nordwestlicher Verlandungsbereich des Stillgewässers mit Namen "Rastweiher", welcher von Sergenschwand-Bach gespeist wird |
|      | 174    | Linde in Buch                 | südlich von Buch, westlich der Gemeindestraße Windmais - Buch - Penting | Erzhäuser |                                                                               | Bodenwöhr                                   | 12. Februar 2014 | Ensemble aus Maria-Königin-Kapelle und mehrere Laubbäume                                                                  |

### Bruck in der Oberpfalz
In Bruck in der Oberpfalz gab es diese Naturdenkmäler.
| Bild | Nummer | Bezeichnung                                       | Ortsteil   | Gemarkung   | Lage                                | Besitzer | Verordnet                          | Beschreibung |
| ---- | ------ | ------------------------------------------------- | ---------- | ----------- | ----------------------------------- | -------- | ---------------------------------- | ------------ |
|      | 37     | Linde bei Sollbach „Kapellenlinde bei Wackenried“ | Wackenried | Sollbach    | bei der Wackenrieder Kapelle        | privat   | 1. Juni 1970 – 10. Juli 1990       |              |
|      | 38     | Linde in Kölbldorf/Schöngras                      | Kölbldorf  | Schöngras   | am Dorfweiher in Kölbldorf          | privat   | 1. Juni 1970 – 13. Januar 2010     |              |
|      | 145    | Trockenrasenhang bei Grubmühl                     |            | Bruck       | am Haubelberg, östlich von Grubmühl | privat   | 2. Februar 1987 – 25. Februar 2013 |              |
|      | 179    | Holzbirne auf dem Silberberg                      |            | Bruck       |                                     | privat   | 19. Januar 2016                    |              |
|      | 182    | Eiche in Vorderthürn                              |            | Vorderthürn |                                     | Bruck    | 17. Juni 2016                      |              |
|      | 183    | Eiche bei der Sandoase in Bruck                   |            | Bruck       | Sandoase                            | privat   | 21. November 2016                  |              |

### Burglengenfeld
In Burglengenfeld gab es diese Naturdenkmäler.
| Bild | Nummer | Bezeichnung                                                  | Ortsteil      | Gemarkung      | Lage | Besitzer                         | Verordnet                          | Beschreibung                                                                  |
| ---- | ------ | ------------------------------------------------------------ | ------------- | -------------- | --- | -------------------------------- | ---------------------------------- | ----------------------------------------------------------------------------- |
|      | 44     | Eiche in Büchheim (Eichlhof)                                 | Eichlhof      | Büchheim       | im Hausgarten des Anwesens Schuster, im Ortsteil Eichlhof                                                       | privat                           | 23. März 1970                      |                                                                               |
|      | 45     | Linde in Burglengenfeld                                      |               | Burglengenfeld | östliche Ecke des Amtsgerichtshofes                                                                             | Burglengenfeld                   | 23. März 1970 – 26. November 1982  |                                                                               |
|      | 46     | Linde in Burglengenfeld                                      |               | Burglengenfeld | Abzweigung Burgbergaufstieg vom Burgbergweg                                                                     | privat                           | 23. März 1970                      |                                                                               |
|      | 47     | 4 Linden in Dietldorf                                        |               | Dietldorf      | an der Staatsstraße 2165, südlich von Dietldorf, gegenüber den Bierkellern                                      | Freistaat Bayern (Bauverwaltung) | 23. März 1970                      |                                                                               |
|      | 51     | Wacholder in Höchensee (nunmehr Landkreis Amberg-Sulzbach)   | Höchensee     | Schmidmühlen   | rund 200 m nordwestlich des Markthofes vor dem Hangwald                                                         | Freistaat Bayern                 | 23. März 1970                      |                                                                               |
|      | 63     | 2 Ahorn mit Bildstock in Pottenstetten                       | Pottenstetten | Pottenstetten  | nordöstlich von Pottenstetten, an der Weggabelung von Schlag nach Richthof                                      | privat                           | 23. März 1970 – 01. September 2011 | Neupflanzung im Dezember 1995, gelöscht mit Verordnung vom 01. September 2011 |
|      | 64     | Eiche in Pottenstetten                                       | Pottenstetten | Pottenstetten  | nordöstlich Pottenstetten am Weg nach Schlag                                                                    | privat                           | 23. März 1970                      |                                                                               |
|      | 65     | 10 Ahornbäume und 2 Eichen bei einer Doline in Pottenstetten | Pottenstetten | Pottenstetten  | südlich der Ortschaft Pottenstetten, nördlicher Ortsrand von Hof, natürliche Geländevertiefung im Jura (Doline) | Burglengenfeld                   | 23. März 1970                      |                                                                               |
|      | 67     | Eichen(3), 2 Kastanienbäume und 1 Linde in Eichlhof          | Eichlhof      | Büchheim       | im Osten des Gaststättengrundstückes in Ortschaft Eichlhof                                                      | privat                           | 23. März 1970                      |                                                                               |
|      | 68     | Blutbuche in Burglengenfeld                                  |               | Burglengenfeld | südseitig am Kreuzbergweg, unweit der Bundesstraße 15                                                           | privat                           | 23. März 1970 – 25. November 2004  |                                                                               |
|      | 69     | Linde in Burglengenfeld                                      |               | Burglengenfeld | am untern Ende der Bewaldung des östlichen Kreuzberges, bei einem Keller nahe der Realschule                    | Burglengenfeld                   | 23. März 1970                      |                                                                               |
|      | 70     | Ahornbäume (2) und 1 Linde in Burglengenfeld                 |               | Burglengenfeld | am südöstlichen Stadtausgang gegenüber dem Galgenberg östlich neben der B 15                                    | Burglengenfeld                   | 23. März 1970                      |                                                                               |
|      | 72     | Großer Wacholder in Dietldorf                                | Dietldorf     | Dietldorf      | an einem Feldrain, südlich des Mellerhofes                                                                      | privat                           | 23. März 1970                      |                                                                               |
|      | 80     | Wildbirnbaum in Pottenstetten                                | Pottenstetten | Pottenstetten  | im Flurteil Brandwies, auf halbem Weg von Bubenhof nach Saaß, nördlich des Kalksteinbruches                     | Zement-Werk AG                   | 23. März 1970                      |                                                                               |
|      | 81     | Linden in See                                                | See           | See            | westlich der Kreisstraße SAD 7 bei Mossendorf, beiderseits der Wegkapelle                                       | Burglengenfeld                   | 23. März 1970 – 24. November 2014  |                                                                               |
|      | 82     | Linde in See                                                 | See           | See            | in der Ortsmitte von See                                                                                        | Burglengenfeld                   | 23. März 1970 – 18. Juli 2002      |                                                                               |
|      | 150    | Baumbestand entlang der Bierkeller in Burglengenfeld         |               | Burglengenfeld | zwischen Kellergasse und Naab in Burglengenfeld                                                                 | Burglengenfeld + privat          | 24. Juli 1990                      |                                                                               |

### Dieterskirchen
In Dieterskirchen gab es diese Naturdenkmäler.
| Bild | Nummer | Bezeichnung                         | Ortsteil                | Gemarkung      | Lage | Besitzer                                   | Verordnet        | Beschreibung |
| ---- | ------ | ----------------------------------- | ----------------------- | -------------- | --- | ------------------------------------------ | ---------------- | --- |
|      | 39     | Sattelstein (Sattelroß)             |                         | Dieterskirchen | westlich der Staatsstraße 2398, Abschnitt zwischen Dieterskirchen und Oberviechtach, an Rundwanderweg "Zukunftwald Dietersdorf-Niedermurach"                                | Katholische Kirchenstiftung Dieterskirchen | 31. Juli 1950    | SGD-Online ND-02904, Geotop 376R007, großer Steinblock aus Oberviechtacheer Granit in Sattel-Form, diverse Sagen "Das Felsenross", "Das unerwünschte Schloss" etc. |
|      | 149    | Feuchtgebiete bei Dieterskirchen    | Dieterskirchen/Winklarn | Neuhaus        | im Aschatal und an Seitengewässern | privat und Naturschutzvereinigungen        | 7. Juli 1989     | |
|      | 157    | 2 Walnussbäume bei Neuhaus          | Neuhaus                 | Weislitz       | nordwestlich der Ortschaft Neuhaus, an Wirtschaftsweg angrenzend | privat                                     | 12. März 1985    | |
|      | 158    | Eichengruppe südlich von Kuppelhof  | Dieterskirchen          | Dieterskirchen | südlich von Kuppelhof, Kalvarienberg nördlich von Dieterskirchen mit Kreuzigungsgruppe aus farbigen Blechfiguren, Stein-Bank und 4 Steinstehlen von 1792 und 2 Stiel-Eichen | Dieterskirchen                             | 11. Februar 1985 | |
|      | 204    | 2 Eichen am Dorfplatz von Pottenhof | Pottenhof               | Dieterskirchen | Dorfplatz in Pottenhof mit Ensemble aus Granit-Kruzifix, zwei gleichalterige Stiel-Eichen, Buswarte- und Backhäusern                                                        | Dieterskirchen                             | 04. April 2025   | am Dorfplatz Pottenhof vorhandene 2 Eichen, wegen ihres ortsbildprägenden Charakters, erhalten; nahe Sammelplatz SAD-2192, Buswartehaus und Backhaus               |

### Fensterbach
In Fensterbach gab es diese Naturdenkmäler.
| Bild | Nummer | Bezeichnung                                    | Ortsteil | Gemarkung | Lage                                                                             | Besitzer | Verordnet                                               | Beschreibung                              |
| ---- | ------ | ---------------------------------------------- | -------- | --------- | -------------------------------------------------------------------------------- | -------- | ------------------------------------------------------- | ----------------------------------------- |
|      | 14     | Eiche bei Wolfring                             | Wolfring | Wolfring  | rechts (nordöstlich) an der Straße von Wolfring nach Knölling, Wolfringer Straße | privat   | 27. Oktober 1964                                        |                                           |
|      | 15     | 2 Eichen in Wolfring                           | Wolfring | Wolfring  | in Ortschaft Wolfring, Straße Am Eichenhain 2                                    | privat   | 27. Oktober 1964 – 20. Mai 1983 nur die nördliche Eiche | seit 20. Mai 1983 nur noch 1 Stiel-Eiche. |
|      | 31     | Gehölzbestand an der Bergstraße in Wolfring    | Wolfring | Wolfring  | nordöstlicher Ortsrand von Wolfring                                              | privat   | 05. März 2004 – 25. Januar 2010                         | Eiche sowie Grenze                        |
|      | 135    | Erlenbruchwald bei Wolfringmühle               |          | Wolfring  | ca. 150 m nordwestlich der Wolfringmühle                                         | privat   | 6. August 1985                                          |                                           |
|      | 138    | Verlandungsbereich nordwestlich von Weiherhaus |          | Högling   | grenzt an das Nordufer des Neuweihers                                            | privat   | 29. Januar 1985                                         |                                           |

### Gleiritsch
In Gleiritsch gab es diese Naturdenkmäler.
| Bild           | Nummer | Bezeichnung                      | Ortsteil | Gemarkung  | Lage                                                                        | Besitzer   | Verordnet     | Beschreibung                        |
| -------------- | ------ | -------------------------------- | -------- | ---------- | --------------------------------------------------------------------------- | ---------- | ------------- | ----------------------------------- |
| weitere Bilder | 89     | Katzenstein                      |          | Gleiritsch | ca. 800 m südlich der Ortschaft Gleiritsch (49° 29′ 28″ N, 12° 19′ 44,5″ O) | privat     | 15. Juni 1965 |                                     |
|                | 90     | Linde und Ulme in Bernhof        | Bernhof  | Bernhof    | auf dem Dorfplatz in Bernhof                                                | Gleiritsch | 15. Juni 1965 | Teillöschung 12. August 1987 (Ulme) |
|                | 192    | Linde an der SAD 38 bei Steinach |          | Gleiritsch | an der SAD 38                                                               | Schwandorf | 17. März 2022 |                                     |

### Guteneck
In Guteneck gab es diese Naturdenkmäler.
| Bild | Nummer | Bezeichnung                | Ortsteil | Gemarkung | Lage                                                      | Besitzer | Verordnet                          | Beschreibung |
| ---- | ------ | -------------------------- | -------- | --------- | --------------------------------------------------------- | -------- | ---------------------------------- | ------------ |
|      | 20     | Fels Guteneck              | Guteneck | Guteneck  | vom Schloss zum Katzbach abfallender Felshang in Guteneck | privat   | 27. Oktober 1964                   |              |
|      | 21     | Ulme an der Baderkapelle   | Guteneck | Guteneck  | 600 m nördl. von Guteneck an der Feldkapelle              | Nabburg  | 27. Oktober 1964 – 26. August 1999 |              |
|      | 22     | Buche am Pfannenstielacker | Guteneck | Guteneck  | 770 m Ost-Südost von Oberkatzbach                         | privat   | 27. Oktober 1964 – 06. August 1992 |              |

### Maxhütte-Haidhof
In Maxhütte-Haidhof gab es diese Naturdenkmäler.
| Bild | Nummer | Bezeichnung                                                                | Ortsteil  | Gemarkung        | Lage                                                    | Besitzer         | Verordnet                         | Beschreibung |
| ---- | ------ | -------------------------------------------------------------------------- | --------- | ---------------- | ------------------------------------------------------- | ---------------- | --------------------------------- | ------------ |
|      | 53     | Linde in Maxhütte-Haidhof                                                  |           | Maxhütte-Haidhof | im Hausgarten des Anwesens Haugshöhe 10                 | privat           | 23. März 1970                     |              |
|      | 54     | Linde in Maxhütte-Haidhof                                                  |           | Maxhütte-Haidhof | im Hausgarten des Anwesens Ibenthann Nr. 3              | privat           | 23. März 1970                     |              |
|      | 55     | Eiche in Maxhütte-Haidhof                                                  |           | Maxhütte-Haidhof | in der Ortsmitte des Stadtteils Verau, neben der Straße | Maxhütte-Haidhof | 23. März 1970                     |              |
|      | 62     | Linden in Pirkensee                                                        | Pirkensee | Pirkensee        | im Osten des Anwesens Nr. 3a in Pirkensee               | privat           | 23. März 1970 – 25. November 2004 |              |
|      | 160    | Eichengruppe in Maxhütte-Haidhof vor dem Anwesen Spörl, Unter den Eichen 2 |           | Maxhütte-Haidhof | vor dem Anwesen Spörl, Unter den Eichen 2               | privat           | 21. Juli 1987                     |              |
|      | 180    | Kalkofen (LB)                                                              |           | Leonberg         |                                                         |                  | 19. Januar 2016                   |              |
|      | 185    | Eichen an der Ernst-von-Fromm-Straße in Maxhütte-Haidhof                   |           | Maxhütte-Haidhof | neben Hüttenschänke                                     |                  | 17. Juli 2019                     |              |
|      | 195    | Kalvarienberg in Maxhütte-Haidhof                                          |           | Leonberg         |                                                         | Maxhütte-Haidhof | 16. März 2022                     |              |
|      | 198    | Eiche zwischen Deglhof und Leonberg                                        |           | Leonberg         |                                                         | privat           | 15. Juni 2023                     |              |

### Nabburg
In Nabburg gab es diese Naturdenkmäler.
| Bild | Nummer | Bezeichnung                                            | Ortsteil     | Gemarkung   | Lage                                                             | Besitzer                           | Verordnet                            | Beschreibung                                |
| ---- | ------ | ------------------------------------------------------ | ------------ | ----------- | ---------------------------------------------------------------- | ---------------------------------- | ------------------------------------ | ------------------------------------------- |
|      | 8      | Kastanienbäume (2) beim Amtsgericht Nabburg            |              | Nabburg     | Toreinfahrt des Amtsgerichtes Nabburg                            | Nabburg                            | 27. Oktober 1964 – 26. August 1999   |                                             |
|      | 9      | Kastanienbaum in Ragenhof                              | Ragenhof     | Ragenhof    | Ortsmitte Ragenhof                                               | Nabburg                            | 27. Oktober 1964 – 8. September 1995 |                                             |
|      | 13     | Dorflinden in Tauchersdorf                             | Tauchersdorf | Pamsendorf  | Ortsmitte Tauchersdorf                                           | Nabburg                            | 27. Oktober 1964 – 27. Juli 1987     |                                             |
|      | 19     | Straßeiche bei Lissenthan                              | Lissenthan   | Brudersdorf | östlich von Lissenthan                                           | Nabburg                            | 27. Oktober 1964                     |                                             |
|      | 28     | Zwergloch mit Leuchtmoos (Naabtal nördlich Wölsendorf) | Wölsendorf   | Wölsendorf  | am Westhang des Wölsenberges                                     |                                    | 27. Oktober 1964 – 27. Januar 1992   |                                             |
|      | 189    | 27 alte Eichen am Naabranger                           |              | Diendorf    | Staatswald bei Wösendorf, östlich der Naab und Bundesautobahn 93 | Freistaat Bayern (Forstverwaltung) | 27. Oktober 1964                     | SGD-Online ND-02896, Naturwald mit ID 4154, |

### Neukirchen-Balbini
In Neukirchen-Balbini gab es diese Naturdenkmäler.
| Bild                                      | Nummer | Bezeichnung                        | Ortsteil  | Gemarkung  | Lage | Besitzer           | Verordnet       | Beschreibung |
| ----------------------------------------- | ------ | ---------------------------------- | --------- | ---------- | --- | ------------------ | --------------- | --- |
| 1000-jährige Linde bei Grottenthal (2009) | 155    | 1000-jährige Linde bei Grottenthal |           | Boden      | in der Ortschaft Grottental                                                                                        | privat             | 1. Februar 1985 | |
|                                           | 156    | 500-jährige Linde bei Grottenthal  |           | Boden      | in der Ortschaft Grottenthal                                                                                       | privat             | 29. Januar 1985 | |
|                                           | 201    | 2 Dorfeichen in Enzenried          | Enzenried | Hansenried | auf dem Dorfplatz von Enzenried mit denkmalgeschützter Kapelle und naturschutzrechtlich gesicherten Großlaubbäumen | Neukirchen-Balbini | 09. April 2024  | im Rahmen der „einfachen Dorferneuerung Enzenried“ ist historisch gewachsene Ortsmitte Anfang 2020er-Jahre aufgewertet |

### Neunburg vorm Wald
In Neunburg vorm Wald gab es diese Naturdenkmäler.
| Bild           | Nummer | Bezeichnung                               | Ortsteil    | Gemarkung    | Lage                                                       | Besitzer      | Verordnet        | Beschreibung |
| -------------- | ------ | ----------------------------------------- | ----------- | ------------ | ---------------------------------------------------------- | ------------- | ---------------- | --- |
|                | 40     | Steinblock bei Nefling                    | Nefling     | Eixendorf    | nördlich der Staatsstraße Neunburg v.W.-Rötz bei km 58.370 | privat        | 31. Juli 1950    | |
| weitere Bilder | 41     | Druidenstein                              | Kröblitz    | Kröblitz     | 420 m südlich Kröblitz. (49° 21′ 29,4″ N, 12° 23′ 57,8″ O) | Neunburg v.W. | 31. Juli 1950    | Geotop 376R010 mit Beschreibung: auf Anhöhe finden sich teils verstreut, teils aufeinandergetürmt mächtige Granitblöcke, die wollsackartig verwittert sind …         |
|                | 42     | Naturpark Stockarn                        | Eixendorf   | Eixendorf    | 650 m östl. Stockarn an der Staatsstraße                   | Neunburg v.W. | 11. August 1958  | |
|                | 170    | Prinzregent-Luitpold-Eiche in Wutzelskühn | Wutzelskühn | Penting      |                                                            | Neunburg v.W. | 17. Oktober 2011 | |
|                | 186    | Schloßgarteneiche in Kröblitz             |             | Kröblitz     |                                                            | privat        | 11. Juli 2019    | |
|                | 202    | Dorflinde in Mitteraschau                 | Mitterschau | Mitteraschau |                                                            | Neunburg v.W. | 08. April 2024   | westlicher Ortsrand vom Mitteraschau, in größerer Grünfläche einer Einmündung, nördlich des Mitteraschauer Feuerwehrhauses, Hartholzaue der Tallandschaft der Aschau |

### Niedermurach
In Niedermurach gab es diese Naturdenkmäler.
| Bild           | Nummer | Bezeichnung                                    | Ortsteil | Gemarkung    | Lage                                                                                          | Besitzer                           | Verordnet                          | Beschreibung |
| -------------- | ------ | ---------------------------------------------- | -------- | ------------ | --------------------------------------------------------------------------------------------- | ---------------------------------- | ---------------------------------- | ------------ |
| weitere Bilder | 85     | Baumgruppe bei der Wieskapelle in Niedermurach |          | Niedermurach | rechts der Kreisstraße von Niedermurach nach Altweichelbau (49° 26′ 52,5″ N, 12° 22′ 39,3″ O) | Kath. Kirchenstiftung Niedermurach | 15. Juni 1965                      |              |
| Kellerlinden   | 93     | Kellerlinden                                   |          | Niedermurach | in Niedermurach beim Friedhof (49° 26′ 53,1″ N, 12° 22′ 40,1″ O)                              | Niedermurach                       | 15. Juni 1965 – 01. September 2011 |              |
|                | 124    | Serpentinithang bei Niedermurach               |          | Niedermurach | 1 km nördlich von Niedermurach (49° 27′ 31″ N, 12° 22′ 18,8″ O)                               | Niedermurach                       | 26. März 1980                      |              |

### Nittenau
In Nittenau gab es diese Naturdenkmäler.
| Bild           | Nummer | Bezeichnung                 | Ortsteil    | Gemarkung   | Lage                                                               | Besitzer                        | Verordnet                         | Beschreibung                                    |
| -------------- | ------ | --------------------------- | ----------- | ----------- | ------------------------------------------------------------------ | ------------------------------- | --------------------------------- | ----------------------------------------------- |
| weitere Bilder | 32     | Wasserstein                 | Kaspeltshub | Kaspeltshub | 1800 m südwestlich Kaspeltshub. (49° 13′ 28,8″ N, 12° 13′ 22,8″ O) | Freistaat Bayern                | 1. Juni 1970                      |                                                 |
|                | 33     | Eichenhain bei Reuting      | Reuting     | Fischbach   | 300 m südlich von Reuting                                          | Nittenau                        | 1. Juni 1970                      |                                                 |
|                | 34     | Eiche in Fischbach          | Fischbach   | Fischbach   | am Südrand des Kälbergartens in Fischbach                          | Nittenau                        | 1. Juni 1970                      |                                                 |
|                | 35     | Friedhofseiche in Fischbach | Fischbach   | Fischbach   | am Friedhof                                                        | Nittenau                        | 1. Juni 1970 – 01. August 2008    |                                                 |
|                | 36     | Linden bei Fischbach        | Fischbach   | Fischbach   | am östlichen Ortsausgang bei der Johanniskapelle                   | Kath. Kirchenstiftung Fischbach | 1. Juni 1970 – 11. September 2009 | 2009 aus Liste gestrichen, mittlerweile gefällt |
|                | 164    | Sulzbachtal bei Nittenau    |             |             |                                                                    |                                 | 29. Juli 1996                     |                                                 |

### Oberviechtach
In Oberviechtach gab es diese Naturdenkmäler.
| Bild           | Nummer | Bezeichnung                                   | Ortsteil      | Gemarkung     | Lage                                                                                                   | Besitzer      | Verordnet                         | Beschreibung |
| -------------- | ------ | --------------------------------------------- | ------------- | ------------- | --- | ------------- | --------------------------------- | ------------ |
|                | 86     | Eiche an der Ostmarkstraße nach Oberviechtach |               | Oberviechtach | 350 m nördlich der Kreuzung der Straße OVI-Niedermurach an der Ostmarkstraße (B22)                     | Oberviechtach | 15. Juni 1965                     |              |
|                | 91     | Kreuzlinden                                   | Lind          | Lind          | Ortsmitte von Lind                                                                                     | Oberviechtach | 15. Juni 1965 – 21. Oktober 2010  |              |
| weitere Bilder | 92     | Felskegel Murach                              | Obermurach    | Obermurach    | bei Ruine (49° 26′ 47,4″ N, 12° 23′ 22,5″ O)                                                           | privat        | 15. Juni 1965                     |              |
|                | 94     | Felsgruppe Eichelstein                        | Obermurach    | Obermurach    | 760 m südöstlich Ruine (49° 26′ 33,4″ N, 12° 23′ 52,9″ O)                                              | privat        | 15. Juni 1965                     |              |
|                | 95     | Allee in Oberviechtach                        | Oberviechtach | Oberviechtach | zwischen Bahnhofstraße und Kreiskrankenhaus (49° 27′ 42,9″ N, 12° 24′ 48,5″ O)                         | Oberviechtach | 15. Juni 1965 – 08. November 2011 |              |
|                | 125    | Quellmoor am Heiligen Brand                   |               | Nunzenried    | 1500 m südöstlich Konatsried (49° 26′ 46″ N, 12° 28′ 11,9″ O)                                          | privat        | 15. März 1980 – 12. Dezember 2016 |              |
|                | 142    | Brachefläche nördlich von Pirkhof             |               | Pirkhof       | westlich der Straße von Pirkhof nach Plechhammer, zwischen „Kötzdorfer Holz“ und „Beim Buchner-Weiher“ | privat        | 14. Januar 1985                   |              |
|                | 163    | Streuwiesenkomplex bei Lind                   | Lind          | Lind          | |               | 28. November 1995                 |              |
|                | 199    | Eiche in Hof                                  | Hof           | Hof           | an der Kreisstraße SAD 42, Ortsdurchfahrt Hof, an Böschung nördlich der Straße                         | privat        | 16. August 2023                   |              |

### Pfreimd
In Pfreimd gab es diese Naturdenkmäler.
| Bild | Nummer | Bezeichnung                                        | Ortsteil   | Gemarkung   | Lage                                                         | Besitzer                         | Verordnet                           | Beschreibung |
| ---- | ------ | -------------------------------------------------- | ---------- | ----------- | ------------------------------------------------------------ | -------------------------------- | ----------------------------------- | ------------ |
|      | 7      | Moskawiterhof Eiche                                | Iffelsdorf | Iffelsdorf  | rechts der Straße von Untersteinbach nach Ziegelhäuser       | privat                           | 27. Oktober 1964 – 9. Februar 1983  |              |
|      | 23     | Girnitz-Eiche                                      | Iffelsdorf | Iffelsdorf  | nördlicher Ortsrand von Iffelsdorf                           | Pfreimd                          | 27. Oktober 1964                    |              |
|      | 24     | Rotbuche Iffelsdorf                                | Iffelsdorf | Iffelsdorf  | rechts am Weg Iffelsdorf-Eixlberg                            | Freistaat Bayern                 | 27. Oktober 1964                    |              |
|      | 26     | Lindenallee entlang des Kreuzwegs am Kalvarienberg |            | Pfreimd     | südöstlich von Pfreimd (der ganze Kalvarienberg)             | Pfreimd                          | 27. Oktober 1964 – 31. Oktober 1967 | 2 Linden     |
|      | 129    | Feuchtbiotop im Krottenweiher                      |            | Iffelsdorf  | 1,4 km nördlich der Ortsbebauung Iffelsdorf an der Bahnlinie | Bund Naturschutz in Bayern e. V. | 26. März 1980                       |              |
|      | 167    | Rosenstandorf bei Fuchsendorf                      |            | Fuchsendorf |                                                              | Pfreimd                          | 15. Juni 2007                       |              |

### Schmidgaden
In Schmidgaden gab es diese Naturdenkmäler.
| Bild | Nummer | Bezeichnung                      | Ortsteil    | Gemarkung   | Lage                                              | Besitzer    | Verordnet                            | Beschreibung |
| ---- | ------ | -------------------------------- | ----------- | ----------- | ------------------------------------------------- | ----------- | ------------------------------------ | ------------ |
|      | 4      | Kiefer bei Gösselsdorf           | Gösselsdorf | Gösselsdorf | rechts der Straße von Gösselsdorf nach Götzendorf | privat      | 27. Oktober 1964                     |              |
|      | 5      | Kiefern bei Gösselsdorf          | Gösselsdorf | Gösselsdorf | rechts der Straße von Gösselsdorf nach Götzendorf | privat      | 27. Oktober 1964 – 08. November 2011 |              |
|      | 10     | Linde in Wolfsbach               | Wolfsbach   | Rottendorf  | östlicher Ortsausgang von Wolfsbach               | Schmidgaden | 27. Oktober 1964                     |              |
|      | 126    | Littenhofer Quellmoor mit Weiher |             | Rottendorf  | in einer Geländemulde südöstlich von Littenhof    | privat      | 25. Februar 1980                     |              |

### Schönsee
In Schönsee gab es diese Naturdenkmäler.
| Bild           | Nummer | Bezeichnung                         | Ortsteil | Gemarkung                  | Lage                                                                               | Besitzer                        | Verordnet                    | Beschreibung |
| -------------- | ------ | ----------------------------------- | -------- | -------------------------- | ---------------------------------------------------------------------------------- | ------------------------------- | ---------------------------- | --- |
| weitere Bilder | 88     | Kirchenlinde in Gaisthal            | Gaisthal | Gaisthal                   | neben der Ortskirche (49° 28′ 43″ N, 12° 29′ 58,7″ O)                              | Freistaat Bayern                | 15. Juni 1965 – 17. Mai 2000 | südlich der Staatsstraße 2159, Ortsdurchfahrt Gaisthal, nordwestlich der Sankt Laurenzius Kirche |
| weitere Bilder | 98     | Lenkenhammerfels                    |          | Weiding, Schönsee          | am Ortseingang des Rosenthals (49° 29′ 42,1″ N, 12° 31′ 30,3″ O)                   | privat                          | 15. Juni 1965                | |
| weitere Bilder | 99     | Magdalenenfelsen                    |          | Schönsee                   | östlich von Schönsee am Stadlerner Berg. (49° 30′ 36,2″ N, 12° 33′ 57,8″ O)        | Schönsee                        | 15. Juni 1965                | |
| weitere Bilder | 100    | Steinfelsen                         |          | Schönsee                   | östlich von Schönsee am Stadlerner Berg. (49° 30′ 47,6″ N, 12° 33′ 58,9″ O)        | Schönsee                        | 15. Juni 1965                | |
|                | 101    | Schwandner Buche                    | Schwand  | Schwand                    | nordwestlich von Schwand (49° 30′ 46″ N, 12° 30′ 39,8″ O)                          | privat                          | 15. Juni 1965                | |
| weitere Bilder | 102    | Linde in Laub                       | Laub     | Schwand                    | auf dem Dorfplatz in Laub (49° 31′ 28,3″ N, 12° 31′ 10,7″ O)                       | Schönsee                        | 15. Juni 1965                | |
|                | 122    | Hammerfels                          | Gaisthal | Weiding                    | südwestlich Wilhelmsthal (49° 29′ 30,1″ N, 12° 30′ 34,1″ O)                        | privat                          | 3. September 1949            | |
|                | 131    | Quellmoor östlich von Schwand       |          | Schwand                    | östlich von Schwand (49° 30′ 29,8″ N, 12° 31′ 7,4″ O)                              | privat                          | 25. Februar 1980             | |
|                | 147    | Hangquellmoor nördlich von Schönsee |          | Schönsee                   | westlich an der Straße von Schönsee nach Lindau (49° 31′ 18,7″ N, 12° 32′ 51,1″ O) | privat                          | 19. Mai 1987                 | |
|                | 166    | Lindauer Quellmoor                  |          | Schönsee                   |                                                                                    |                                 | 25. Mai 2007                 | |
|                | 168    | Rankenwiesen bei Friedrichshäng     |          | Dietersdorf Friedrichshäng |                                                                                    |                                 | 07. September 2007           | |
|                | 169    | Weißbachquelle                      |          | Schönsee                   | Bügellohe                                                                          | privat (Naturschutzvereinigung) | 17. Juni 2011                | nahe DE-CZ-Staatsgrenze, Abschnitte Bügellohe, von 1945 bis in 1960er-Jahre aus Quelle von Bewohnern des Dorfes Bügellohe genutzt, in dieser Zeit als Weißbrunn bezeichnet, wichtigste Quelle des Weißbaches |

### Schwandorf
In Schwandorf gab es diese Naturdenkmäler.
| Bild | Nummer | Bezeichnung                               | Ortsteil           | Gemarkung          | Lage                                                                                    | Besitzer            | Verordnet                                          | Beschreibung |
| ---- | ------ | ----------------------------------------- | ------------------ | ------------------ | --------------------------------------------------------------------------------------- | ------------------- | -------------------------------------------------- | ------------ |
|      | 43     | Linde in Bubach an der Naab               | Bubach an der Naab | Bubach an der Naab | ca. 60 m südwestlich der Naab                                                           | privat              | 23. März 1970                                      |              |
|      | 48     | 3 Eichen in Gögglbach                     | Gögglbach          | Gögglbach          | an der Nordwestecke des Anwesens Nr. 1                                                  | privat              | 23. März 1970                                      |              |
|      | 49     | 2 Linden in Haselbach                     | Haselbach          | Haselbach          | an einem Hohlweg mit Keller nordwestlich der Ortslage                                   | Rechtlervereinigung | 23. März 1970 – 27. Juli 1987                      |              |
|      | 50     | Eiche in Haselbach                        | Haselbach          | Haselbach          | Flurabteilung Grafenwiese, 100 m westlich des Gemeindeverbindungswesens                 | privat              | 23. März 1970                                      |              |
|      | 58     | Eiche in Neukirchen                       | Neukirchen         | Neukirchen         | am nördlichen Ortsende                                                                  | privat              | 23. März 1970                                      |              |
|      | 59     | 2 Linden mit Kreuz in Neukirchen          | Neukirchen         | Neukirchen         | im Osten des früheren Amtshofes am Weg nach Hartenricht                                 | privat              | 23. März 1970                                      |              |
|      | 60     | 3 Ahorn in Neukirchen                     | Neukirchen         | Neukirchen         | im Obstgarten des Anwesens Nr. 1 1/2 im Ortsteil Krumlengenfeld                         | privat              | 23. März 1970 – 12. Dezember 2016                  |              |
|      | 61     | Linde in Neukirchen                       | Neukirchen         | Neukirchen         | im Hof des Anwesens Nr. 1 in Grain                                                      | privat              | 23. März 1970 – 16. August 1993                    |              |
|      | 66     | Dorflinde in Neukirchen                   | Neukirchen         | Neukirchen         | vor dem Kirchportal                                                                     | Schwandorf          | 23. März 1970 – 23. Dezember 2005                  |              |
|      | 71     | 2 Linden in Dachelhofen                   | Dachelhofen        | Dachelhofen        | im Ortsteil Klause, beim Leoprigus-Denkmal                                              | privat              | 23. März 1970 – 24. Juli 2000                      |              |
|      | 73     | Linden in Ettmannsdorf                    | Ettmannsdorf       | Ettmannsdorf       | am Feuerwehrhaus am Dorfplatz                                                           | Schwandorf          | 23. März 1970 – 31. August 1998                    |              |
|      | 74     | Baumgruppe mit Kruzifix in Fronberg       | Fronberg           | Fronberg           | am Galgenberg, der höchsten Erhebung des Flurteils „Hasenbuckl“                         | Schwandorf          | 23. März 1970                                      |              |
|      | 75     | Linde mit Holzkreuz in Fronberg           | Fronberg           | Kronstetten        | 600 m östlich des Galgenberges                                                          | privat              | 23. März 1970 – 01. Februar 2008                   |              |
|      | 76     | Eiche in Haselbach                        | Haselbach          | Haselbach          | im Anwesen Nr. 8 in Irlach                                                              | privat              | 23. März 1970                                      |              |
|      | 78     | Lindenbäume in Neukirchen                 | Neukirchen         | Neukirchen         | Zufahrt zur Annakapelle                                                                 | Schwandorf          | 23. März 1970 – nordwestl. Linde, VO v. 08.10.2018 |              |
|      | 79     | Linde und Buche in Neukirchen             | Neukirchen         | Neukirchen         | am Annaberg bei der 1. Kreuzwegstation                                                  | Schwandorf          | 23. März 1970                                      |              |
|      | 133    | Schwefelquelle                            |                    | Schwandorf         | ca. 30 m nordwestlich des Gasthofes „Zur Schwefelquelle“ an der Straße auf den Weinberg | Schwandorf          | 11. April 1972                                     |              |
|      | 134    | Wasserquelle (sog. „Brünnerl“)            |                    | Schwandorf         | am Ende der Kreuzbergallee vor dem Stufenaufgang zur Kreuzbergbasilika                  | Schwandorf          | 11. April 1972                                     |              |
|      | 173    | Gögglbachquelle                           |                    | Naabeck            |                                                                                         | privat              | 05. Februar 2014                                   |              |
|      | 175    | Eiche bei Fronberg                        |                    | Fronberg           | (49° 21′ 26,3″ N, 12° 8′ 1″ O)                                                          | privat              | 2. Juli 2014                                       |              |
|      | 177    | Felsenquelle in Fronberg                  | Fronberg           | Fronberg           | an der Naab                                                                             | Schwandorf          | 09. März 2015                                      |              |
|      | 190    | Eiche auf dem Anwesen Sturm in Schwandorf |                    | Schwandorf         | Waldgrundstück                                                                          | Schwandorf          | 02. März 2022                                      |              |
|      | 193    | Eiche am Resterhof in Grain               |                    | Schwandorf         |                                                                                         | privat              | 02. März 2022                                      |              |

### Schwarzach
In Schwarzach bei Nabburg gab es diese Naturdenkmäler.
| Bild | Nummer | Bezeichnung                                                        | Ortsteil      | Gemarkung             | Lage                                                        | Besitzer                                  | Verordnet                            | Beschreibung |
| ---- | ------ | ------------------------------------------------------------------ | ------------- | --------------------- | ----------------------------------------------------------- | ----------------------------------------- | ------------------------------------ | ------------ |
|      | 11     | Eiche in Schwarzach                                                |               | Schwarzach            | Ortsmitte Schwarzach                                        | Schwarzach                                | 27. Oktober 1964 – 14. November 2011 |              |
|      | 127    | Flach- und Quellmoorbereich mit Trockenrasenhang bei Unterauerbach | Unterauerbach | Unterauerbach         | Auerbachtal nordwestlich von Unterauerbach                  | privat                                    | 30. September 1980                   |              |
|      | 143    | Altwasserschleife bei Furthmühle                                   |               | Altfalter, Schwarzach | ca. 150 m nordöstlich Von Furthmühle entlang der Schwarzach | Freistaat Bayern (Bauverwaltung) + privat | 29. Januar 1985                      |              |

### Schwarzenfeld
In Schwarzenfeld gab es diese Naturdenkmäler.
| Bild | Nummer | Bezeichnung                                          | Ortsteil    | Gemarkung     | Lage                                                                                        | Besitzer      | Verordnet                       | Beschreibung |
| ---- | ------ | ---------------------------------------------------- | ----------- | ------------- | ------------------------------------------------------------------------------------------- | ------------- | ------------------------------- | ------------ |
|      | 2      | Eiche in Asbach                                      | Pretzabruck | Pretzabruck   | nordwestlicher Ortsrand von Asbach                                                          | Schwarzenfeld | 27. Oktober 1964                |              |
|      | 12     | Linde in Pretzabruck                                 | Pretzabruck | Pretzabruck   | südöstlich von Pretzabruck an der Bergwiese                                                 | privat        | 27. Oktober 1964 – 8. Juni 1982 |              |
|      | 27     | Nördliches Pfahlvorkommen (südöstlich Schwarzenfeld) |             | Pretzabruck   | Waldabteilung Dachsberg (nördlich Holzhaus) 700 m südlich der Straße Schwarzenfeld-Neunburg | Nabburg       | 27. Oktober 1964                |              |
|      | 144    | Altwasserschleife bei Pretzabruck                    |             | Pretzabruck   | ca. 600 m östlich von Pretzabruck entlang der Schwarzach                                    | privat        | 29. Januar 1985                 |              |
|      | 159    | Hutungslinde bei Deiselkühn                          |             | Frotzersricht | bei Deiselkühn                                                                              | privat        | 6. August 1985                  |              |
|      | 200    | Allee am Poststeig südöstlich von Traunricht         |             | Pretzabruck   | südöstlich von Traunricht                                                                   | Schwarzenfeld | 16. August 2023                 |              |

### Stadlern
In Stadlern gab es diese Naturdenkmäler.
| Bild                           | Nummer | Bezeichnung                                      | Ortsteil | Gemarkung | Lage                                                                                             | Besitzer                        | Verordnet                     | Beschreibung |
| ------------------------------ | ------ | ------------------------------------------------ | -------- | --------- | ------------------------------------------------------------------------------------------------ | ------------------------------- | ----------------------------- | ------------ |
|                                | 103    | Brauhauslinden                                   |          | Stadlern  | westlich des ehemaligen Brauhauses                                                               | privat                          | 15. Juni 1965 – 27. Juli 1987 |              |
| weitere Bilder                 | 104    | Hochfels                                         |          | Stadlern  | Hutweide nordöstlich der Ortschaft Stadlern. (49° 30′ 25″ N, 12° 37′ 1″ O)                       | Stadlern                        | 15. Juni 1965                 |              |
| weitere Bilder                 | 105    | Burgfels Reichenstein                            |          | Stadlern  | nordöstlich des Ortes Stadlern (49° 30′ 52,5″ N, 12° 37′ 14,8″ O)                                | privat                          | 15. Juni 1965                 |              |
| weitere Bilder                 | 107    | Weingartenfels                                   |          | Stadlern  | 1,3 km nordöstlich der Ruine Reichenstein (49° 31′ 27,4″ N, 12° 37′ 56,4″ O)                     | Verein Böhmerwald-Aussichtsturm | 15. Juni 1965                 |              |
| Allee am Kreuzberg in Stadlern | 151    | Allee am Kreuzberg in Stadlern                   |          | Stadlern  | rechts der Ortsverbindungsstraße von Stadlern nach Waldhäuser (49° 30′ 17,1″ N, 12° 36′ 52,1″ O) | Stadlern                        | 15. Juni 1965                 |              |
|                                | 152    | 2 Linden an der Friedhofsmauer in Stadlern       |          | Stadlern  | Westseite des alten Friedhofs (49° 30′ 13,8″ N, 12° 36′ 42,1″ O)                                 | Stadlern                        | 15. Juni 1965                 |              |
|                                | 165    | 2 Linden gegenüber dem Feuerwehrhaus in Stadlern |          | Stadlern  | gegenüber dem Feuerwehrhaus in Stadlern                                                          | privat                          | 23. Dezember 2005             |              |
|                                | 187    | Ulme an der Hauptstraße in Stadlern              |          | Stadlern  | neben dem alten Schulhaus                                                                        | Stadlern                        | 22. November 2019             |              |

### Stulln
In Stulln gab es diese Naturdenkmäler.
| Bild | Nummer | Bezeichnung                           | Ortsteil | Gemarkung | Lage                | Besitzer | Verordnet        | Beschreibung |
| ---- | ------ | ------------------------------------- | -------- | --------- | ------------------- | -------- | ---------------- | ------------ |
|      | 29     | Blendel – Platte (nordöstlich Stulln) |          | Stulln    | Waldabteilung Roith | privat   | 27. Oktober 1964 |              |

### Teublitz
In Teublitz gab es diese Naturdenkmäler.
| Bild | Nummer | Bezeichnung                              | Ortsteil    | Gemarkung            | Lage | Besitzer                           | Verordnet                       | Beschreibung                                                        |
| ---- | ------ | ---------------------------------------- | ----------- | -------------------- | --- | ---------------------------------- | ------------------------------- | ------------------------------------------------------------------- |
|      | 52     | Linde in Katzdorf                        | Katzdorf    | Katzdorf             | am Nordwestausgang von Katzdorf am Naabufer                                                                                                  | Teublitz                           | 23. März 1970 – 25. Mai 1984    |                                                                     |
|      | 56     | Linde in Münchshofen                     | Münchshofen | Münchshofen          | 70 m östlich des Anwesens Frauenhof Nr. 6 | privat                             | 23. März 1970 – 16. August 1993 |                                                                     |
|      | 57     | Quelle in Münchshofen                    | Münchshofen | Münchshofen          | 100 m westlich des Steinbruchs Ehrenreich auf dem Münchshofner Berg, an Grundstücksgrenze, die in diesem Abschnitt mit Hecke ausgebildet ist | privat, Naturschutzvereinigung     | 23. März 1970                   |                                                                     |
|      | 77     | 3 Linden am Kruzifix in Katzdorf         | Katzdorf    | Katzdorf             | am Hofeingang des Anwesens Nr. 11 | privat                             | 23. März 1970                   | Teillöschung 7. Dezember 1984 (1 Linde); 01. Januar 2008 (2 Linden) |
|      | 83     | 19 Eichen, 2 Linden, 1 Buche in Teublitz |             | Teublitz             | Stadtpark Teublitz | Teublitz                           | 23. März 1970 – 28. Juli 2014   |                                                                     |
|      | 121    | Linde in Saltendorf                      | Saltendorf  | Saltendorf           | im Hofraum des Anwesens Rötlseinstr. 8 | privat                             | 23. März 1970                   |                                                                     |
|      | 162    | Hackbarth-Eiche                          |             | Teublitz             | im Anwesen Hackbarth | privat                             | 23. Juni 1981                   |                                                                     |
|      | 176    | Schlossparkeichen in Teublitz            |             | Teublitz             | | Teublitz                           | 28. Juli 2014                   |                                                                     |
|      | 184    | Hofrichter-Ulme bei Frauenhof            |             | Münchshofen          | Münchshofener Berg | privat                             | 22. Februar 2017                |                                                                     |
|      | 188    | Eiche östlich von Augustenhof            |             | Saltendorf a.d. Naab | | privat                             | 22. November 2019               |                                                                     |
|      | 194    | Eichen im Samsbacher Forst               |             | Katzdorf             | Waldabteilung Siebeneichen | Freistaat Bayern (Forstverwaltung) | 08. April 2022                  |                                                                     |
|      | 205    | Roteiche am Friedhof in Premberg         |             | Premberg             | | Expositur-Kirchenstiftung Premberg | 05. April 2024                  | Premberger Friedhof, südlich der Kapelle                            |

### Teunz
In Teunz gab es diese Naturdenkmäler.
| Bild           | Nummer | Bezeichnung                                             | Ortsteil  | Gemarkung | Lage                                                                                       | Besitzer                   | Verordnet                             | Beschreibung |
| -------------- | ------ | ------------------------------------------------------- | --------- | --------- | ------------------------------------------------------------------------------------------ | -------------------------- | ------------------------------------- | ------------ |
| weitere Bilder | 112    | Wildenstein                                             | Wildstein | Wildstein | 1 km südlich von Wildstein (49° 31′ 16,1″ N, 12° 24′ 25″ O)                                | Teunz                      | 15. Juni 1965                         |              |
|                | 132    | Zenger Weiher                                           |           | Teunz     | am nördlichen Ortsausgang von Teunz (49° 29′ 11,7″ N, 12° 22′ 49,5″ O)                     | Teunz                      | 20. November 1979 – 09. Dezember 2015 |              |
|                | 136    | Wacholderheide bei Burkhardsberg                        |           | Wildstein | am nordwestlichen Ortsrand von Burkhardsberg                                               | Teunz                      | 12. Dezember 1991                     |              |
|                | 137    | Hainbuchenwäldchen südwestlich von Fuchsberg            | Fuchsberg | Fuchsberg | im Bereich der steil zur Trausnitz hin abfallenden Trausnitzleiten                         | Teunz                      | 29. Januar 1985                       |              |
|                | 148    | Höcherlbachgrund bei Kühried                            |           | Wildstein | südlich von Kühried, direkt am Höcherlbach gelegen                                         | privat                     | 10. August 1988                       |              |
| weitere Bilder | 153    | Kastanienbaumgruppe vor der St. Jakob-Kapelle bei Teunz |           | Fuchsberg | an der Straße nach Wildeppenried, südöstlich von Fuchsberg (49° 29′ 27,5″ N, 12° 24′ 3″ O) | Kath. Pfarrpfründestiftung | 10. Dezember 1991                     |              |
|                | 154    | Wildbirnbaum bei Tannenmühle                            |           | Fuchsberg | südwestlich der Kührieder Mühle                                                            | Teunz                      | 5. Mai 1984 – 26. Oktober 2010        |              |
|                | 178    | Zenger Weiher bei Teunz                                 |           | Teunz     |                                                                                            | Teunz                      | 09. Dezember 2015                     |              |

### Thanstein
In Thanstein gab es diese Naturdenkmäler.
| Bild | Nummer | Bezeichnung                                | Ortsteil | Gemarkung | Lage                        | Besitzer | Verordnet     | Beschreibung |
| ---- | ------ | ------------------------------------------ | -------- | --------- | --------------------------- | -------- | ------------- | ------------ |
|      | 130    | Altdammweiher bei Thanstein                |          | Kulz Berg | 1 km nördlich von Thanstein | privat   | 26. März 1980 |              |
|      | 141    | Orchideensumpfwiese nördlich von Thanstein |          | Kulz Berg | nördlich vom Altdamm-Weiher | privat   | 18. Juni 1985 |              |

### Trausnitz
In Trausnitz gab es diese Naturdenkmäler.
| Bild | Nummer | Bezeichnung                      | Ortsteil | Gemarkung | Lage | Besitzer | Verordnet    | Beschreibung |
| ---- | ------ | -------------------------------- | -------- | --------- | ---- | -------- | ------------ | ------------ |
|      | 161    | Trockenhänge unterhalb Trausnitz |          |           |      |          | 25. Mai 1992 |              |

### Weiding
In Weiding gab es diese Naturdenkmäler.
| Bild           | Nummer | Bezeichnung                             | Ortsteil | Gemarkung | Lage                                                             | Besitzer         | Verordnet                     | Beschreibung |
| -------------- | ------ | --------------------------------------- | -------- | --------- | ---------------------------------------------------------------- | ---------------- | ----------------------------- | ------------ |
|                | 87     | 2 Linden bei Weiding                    |          | Weiding   | südl. Ortsausgang von Weiding an der St 2154 Schönsee-Tiefenbach | Freistaat Bayern | 15. Juni 1965 – 19. März 2001 |              |
|                | 108    | Felsgruppe „Dachsbau“                   |          | Weiding   | höchster Punkt des Frauenstein                                   | privat           | 15. Juni 1965                 |              |
| weitere Bilder | 109    | Burgfels „Frauenstein“                  |          | Weiding   | Ruine Frauenstein (49° 27′ 56″ N, 12° 31′ 54,9″ O)               | privat           | 15. Juni 1965                 |              |
|                | 110    | Felspartie „Fuchsloh“                   |          | Weiding   | höchster Punkt des Buchsberges                                   | privat           | 15. Juni 1965                 |              |
|                | 111    | Langeschen in Weiding                   |          | Weiding   | bei der Pfarrkirche                                              | Weiding          | 15. Juni 1965 – 2. April 2001 |              |
|                | 123    | Wodanstein                              |          | Weiding   | 1 km südöstlich von Wilhelmsthal                                 | privat           | 3. September 1949             |              |
|                | 171    | Linde bei der Setterlkapelle in Weiding |          | Weiding   |                                                                  | Weiding          | 17. Oktober 2011              |              |

### Wernberg-Köblitz
In Wernberg-Köblitz gab es diese Naturdenkmäler.
| Bild | Nummer | Bezeichnung                                   | Ortsteil   | Gemarkung   | Lage                                                                                           | Besitzer                  | Verordnet                            | Beschreibung |
| ---- | ------ | --------------------------------------------- | ---------- | ----------- | ---------------------------------------------------------------------------------------------- | ------------------------- | ------------------------------------ | ------------ |
|      | 3      | Ödfläche bei Deindorf                         | Deindorf   | Deindorf    | Ödfläche ab Deindorfer Weiher in östlicher Richtung 350 m entlang des Flurweges und des Baches | Wernberg-Köblitz          | 27. Oktober 1964 – 31. Januar 2019   |              |
|      | 16     | 2 Linden bei Wernberg                         |            | Wernberg    | nördlich von Wernberg-Köblitz                                                                  | Wernberg-Köblitz + privat | 27. Oktober 1964                     |              |
|      | 17     | 2 Linden beim Schwarzen Marterl bei Neunaigen |            | Neunaigen   | rechts an der Straße von Neunaigen nach Kemnath                                                | Wernberg-Köblitz          | 27. Oktober 1964                     |              |
|      | 18     | Eiche im Ostawald                             | Saltendorf | Saltendorf  | westlich von Saltendorf am Südrand des Ostawaldes                                              | Freistaat Bayern          | 27. Oktober 1964 – 25. Juli 1995     |              |
|      | 30     | Grablinden Wernberg                           |            | Wernberg    | Schloßberg am Brenkengrab                                                                      | Wernberg-Köblitz          | 27. Oktober 1964 – 25. November 2004 |              |
|      | 140    | Feldgehölz bei Oberköblitz                    |            | Oberköblitz | westlich von Oberköblitz zwischen der Naab und der Bahnlinie Regensb.-Weiden                   | Wernberg-Köblitz          | 6. März 1985                         |              |
|      | 191    | Linde bei der roten Marter                    |            | Wernberg    |                                                                                                | Freistaat Bayern          | 10. Juni 2022                        |              |

### Winklarn
In Winklarn gab es diese Naturdenkmäler.
| Bild | Nummer | Bezeichnung                                                         | Ortsteil   | Gemarkung  | Lage                                                          | Besitzer                                           | Verordnet                       | Beschreibung                                                  |
| ---- | ------ | ------------------------------------------------------------------- | ---------- | ---------- | ------------------------------------------------------------- | -------------------------------------------------- | ------------------------------- | ------------------------------------------------------------- |
|      | 97     | Baumgruppe Mühlpark                                                 | Schneeberg | Schneeberg | südlich Hundhagermühle                                        | privat                                             | 15. Juni 1965                   |                                                               |
|      | 113    | Schloßpark Winklarn                                                 |            | Winklarn   | südlich und östlich des Schlosses                             | privat                                             | 15. Juni 1965                   | Teillöschung 27. Januar 1983 (1 Eiche)                        |
|      | 114    | Buchenallee                                                         |            | Winklarn   | im Schloßgarten                                               | privat                                             | 15. Juni 1965                   |                                                               |
|      | 115    | Baumgruppe Betzenkreuz (Linden)                                     |            | Winklarn   | gegenüber der Brauerei Betz                                   | privat                                             | 15. Juni 1965                   |                                                               |
|      | 116    | Hans Thonemlinde                                                    |            | Winklarn   | am Ortseingang nach Forsthof                                  | privat                                             | 15. Juni 1965 – 23. August 1988 |                                                               |
|      | 117    | Kalvarienberg Winklarn mit verschiedenen Felsgruppen                |            | Winklarn   | 1 km westlich von Winklarn, rechts am Weg nach Zengeröd       | Katholische Kirchenstiftung Sankt Andreas Winklarn | 15. Juni 1965 – 28. August 2013 |                                                               |
|      | 118    | Rote Kreuzlinde                                                     |            | Winklarn   | Weggabel Ortsverbindungsweg Zengeröd – Bundesstraße 22        | öffentlich                                         | 15. Juni 1965                   | westlicher Ortsrand von Winklarn, östlich der Bundesstraße 22 |
|      | 119    | Anlagen an der Katholischen Pfarrkirche in Winklarn                 |            | Winklarn   | westlich und nördlich der Kirche Sankt Andreas in Winklarn    | Katholische Kirchenstiftung Sankt Andreas Winklarn | 15. Juni 1965                   |                                                               |
|      | 120    | Baumgruppe „Ecce homo“                                              |            | Winklarn   | rechts des Weges nach Zengeröd, unterhalb des Kalvarienberges | Katholische Kirchenstiftung Sankt Andreas Winklarn | 15. Juni 1965                   |                                                               |
|      | 128    | Quellmoor mit Weiher bei den Richteräckern                          |            | Winklarn   | nordwestlich von Winklarn, nahe der Bundesstraße 22           | privat                                             | 17. Oktober 1980                |                                                               |
|      | 146    | Streuwiese auf der Öd nördlich von Aschahof                         |            | Pondorf    | zwischen Aschamühle und Buchhof                               | privat                                             | 24. Februar 1987                |                                                               |
|      | 172    | Serpentinfelsen am Kalvarienberg Winklarn                           |            | Winklarn   |                                                               | Katholische Kirchenstiftung Sankt Andreas Winklarn | 28. August 2012                 |                                                               |
|      | 197    | Zeisnwongereiche auf der Höllwiese zwischen Schneeberg und Winklarn |            | Winklarn   | zwischen 2 Wiesen                                             | privat                                             | 14. Juni 2023                   |                                                               |